# María Sidonia Riederer von Paar
María Sidonia Riederer von Paar (siglo XVI-Madrid, 10 de noviembre de 1624) fue una noble germano-española, conocida por ser camarera mayor de Margarita de Austria-Estiria, esposa de Felipe III de España.

## Biografía
María Sidonia fue una de las hijas del matrimonio formado por Hans Georg Riederer von Paar (¿?-1625) e Isabella Maria von Aham. Tuvo dos hermanas menores, María Ana y María Isabel. Además tuvo al menos un hermano menor, Wolfgang Albert.
Por parte de padre pertenecía a una familia noble oriunda de la Alta Baviera. Fueron criadas en la corte de Graz, capital de Estiria y cabeza de los estados de Carlos II de Estiria, casado con María Ana de Baviera. En razón de esta última relación, fue elegida junto con su hermana María Ana y su hermano Wolfgang Albert para acompañar a Margarita, hija de Carlos II y María Ana de Baviera, a España ya que aquella había contraído matrimonio con Felipe III de España.
Una vez en la corte española, las hermanas Riederer formarían parte del círculo más cercano a la reina Margarita, junto con su confesor, el jesuita Richard Haller. Las hermanas desempeñarían el cargo de damas de la reina y sería muy favorecidas por esta con distintos obsequios. Estos obsequios también les serían otorgados por príncipes extranjeros como Fernando I de Medici.
Hacia 1603, por influencia del valido de Felipe III, Francisco de Sandoval y Rojas, duque de Lerma, se trató el matrimonio de María Sidonia con Diego de Zapata, II conde de Barajas. Con este matrimonio Lerma esperaba poder influir en el entorno de la joven reina. Por su parte, la novia no estaba conforme con este matrimonio y la propia reina consideraba que el novio no estaba a la altura de María Sidonia. A pesar de todo ello la boda se celebró en Valladolid, donde se encontraba la corte instalada, el 30 de abril de 1603. Un mes antes se había firmado las capitulaciones matrimoniales entre los novios. El duque de Lerma no consiguió controlar a María SIdonia, ya convertida en condesa consorte de Barajas.
Tras su matrimonio, continuó sirviendo a la reina Margarita hasta la muerte de esta en 1611. Sería una de las encargadas de amortajarla.
María Sidonia moriría en Madrid en 1624. Sería enterrada en la villa de Barajas.

## Matrimonio y descendencia
De su matrimonio con Diego de Zapata, II conde de Barajas tendría, al menos, la siguiente descendencia:
- Antonio de Zapata (1604[9]-1676), casado con Ana María de Silva (-1675),[Nota 2][10] con descendencia;
- Francisco de Zapata;
- Diego de Zapata;
- Margarita de Zapata, casada en 1629 con Jerónimo Garcés de Marcilla Carrillo de Mendoza (¿?-31 de diciembre de 1652), XII conde de Priego.
- María de Zapata, monja profesa en el Real Monasterio de la Encarnación en Madrid, fundado por la reina Margarita de Austria-Estiria.

### Individuales
1. ↑  Cabrera de Córdoba, 1857, p. 123.
2. ↑  Archivo histórico español: colección de documentos inéditos para la historia de España y de sus Indias. 1932. p. 303. Consultado el 30 de junio de 2022.
3. ↑  Labrador Arroyo, Félix. «María Amelia Riedren | Real Academia de la Historia». Diccionario biográfico español. Real Academia de la Historia. Consultado el 30 de junio de 2022.
4. ↑  Castillo Bejarano, Rafael (2018). «Humanos serafines: La intercesión en la gracia regia de las damas de palacio desde Góngora a los poetas cortesanos.». Atalanta: Revista de las Letras Barrocas 6 (2): 41-81. ISSN 2340-1176. Consultado el 30 de junio de 2022.
5. ↑  Butters, Suzanne B. (2007-01). «The Uses and Abuses of Gifts in the World of Ferdinando de' Medici (1549-1609)». I Tatti Studies in the Italian Renaissance (en inglés) 11: 243-354. ISSN 0393-5949. doi:10.2307/20111827. Consultado el 30 de junio de 2022.
6. ↑  Cabrera de Córdoba, 1857, p. 111.
7. ↑  Cabrera de Córdoba, 1857, p. 172.
8. ↑  Sánchez, Magdalena (1996). «Melancholy and Female Illness: Habsburg Women and Politics at the Court of Philip III». Journal of Women's History 8 (2): 81-102. ISSN 1527-2036. doi:10.1353/jowh.2010.0413. Consultado el 30 de junio de 2022.
9. ↑  Cabrera de Córdoba, 1857, p. 209.
10. ↑  Cabrera de Córdoba, 1857, p. 211.